# Kerkay Rita
Kerkay Rita (Székesfehérvár, 1987. március 29. –) magyar színésznő.

## Pályafutása
2009–2014 között a Színház- és Filmművészeti Egyetem színművész szakos hallgatója. Osztályvezető tanárai: Zsótér Sándor, Zsámbéki Gábor. 2014-től a székesfehérvári Vörösmarty Színház tagja, ahol egyetemi gyakorlatát is töltötte.

## Tanulmányai
- Székesfehérvár, Szent Imre Általános Iskola (1993–1997)
- Székesfehérvár, Ciszterci Szent István Gimnázium (1997–2005)
- Budapest, Shakespeare Színművészeti Akadémia (2005–2008)
- Budapest, Színház és Filmművészeti Egyetem színművész szak (2009–2014)

## Fontosabb színházi szerepei
- Mese a Látóhegyről (2017, Vörösmarty Színház)
- A hülyéje (2017, Vörösmarty Színház)
- Európa, édes hazám (2017, Vörösmarty Színház)
- Apák és fiúk (2017, Vörösmarty Színház)
- A rajongók (2016, Vörösmarty Színház)
- Szutyok (2016, Vörösmarty Színház)
- Hópehely hercegnő (2016, Vörösmarty Színház)
- A Herner Ferike faterja (2016, Vörösmarty Színház)
- Tizenkét dühös ember (2015, Vörösmarty Színház)
- Terrorizmus (2015, Vörösmarty Színház)
- Augusztus Oklahomában (2015, Vörösmarty Színház)
- Őfelsége komédiása (2015, Vörösmarty Színház)
- Vérnász (2015, Vörösmarty Színház)
- Tajtékos napok (2014. Színház- és Filmművészeti Egyetem, Ódry Színpad)
- Momo (2014, Vörösmarty Színház)
- A Mester és Margarita (2014, Vörösmarty Színház)
- A Ludas (Zsámbéki Színházi és Művészeti Bázis)
- Kincsek szigete (2014, Vörösmarty Színház)
- Állampolgári ismeretek (2013, Zsámbéki Színházi és Művészeti Bázis)
- A fösvény (2013, Vörösmarty Színház)
- Roberto Zucco (2013, Maladype Színház)
- Peer Gynt (Színház- és Filmművészeti Egyetem, Ódry Színpad)
- Haikuk (2013, Színház- és Filmművészeti Egyetem Ódry Színpad)
- Don Juan (2013, Maladype Színház)
- A Kígyóasszony (2012, Színház- és Filmművészeti Egyetem, Ódry Színpad)
- Kabaré (2012, Színház- és Filmművészeti Egyetem, Ódry Színpad)
- Énekelünk... (Színház- és Filmművészeti Egyetem, Ódry Színpad)
- Meller-hadnagy (2010, Katona József Színház)
- Futótűz (2012, FÜGE Produkció)

## Filmszerepei
- Ítélet és kegyelem (magyar tévéfilm, 2021)
- Jupiter holdja (magyar filmdráma, 2017)
- 1945 (magyar filmdráma, 2017)
- Zsibvásár (magyar kisjátékfilm, 2015)
- Valakinek a valamije (magyar kisjátékfilm, 2009)